# Andy Bolton
Andy Bolton (nacido el 22 de enero de 1970) es un potencista inglés nacido en Leeds, Reino Unido. En 2009 Bolton estableció el récord mundial de levantamiento de peso muerto con 457,5 kg.

## Carrera deportiva

### Primeros años
A los doce años Andy Bolton comenzó a competir en carreras de 100 m, y pronto se convirtió en uno de los menores de 14 años más rápidos del país. Al poco tiempo comenzó a jugar al rugby en una liga. Andy comenzó a entrenar con pesas a los 18 años en 1988 y en un principio apuntó al culturismo, pero en poco tiempo entró en el levantamiento de potencia (powerlifting) y ganó su primera competición en 1991.

### Powerlifter
Luego de su primera victoria Andy Bolton comenzó a destacarse increíblemente en el deporte, hasta llegar a ser uno de los seres humanos más fuertes del mundo en cuanto a fuerza estática. En 2005 hizo el récord mundial en sentadilla (550 kg, superado por Jeff Lewis) y en 2006 levantó 455 kg en peso muerto, récord que fue superado por el mismo dos años después al levantar 457,5 kg.
Bolton también compite en strongman desde 2002 cuando salió 5º en el Arnold Strongman Classic. Además Bolton ha competido para el hombre más fuerte del mundo IFSA.

## Vida personal
En 2004 Bolton se casó con su novia Stacy, a quien conoció el mismo año. El matrimonio tiene una hija tres años. Andy Bolton es considerado uno de los mejores potencistas de todos los tiempos.[cita requerida]